# De Vliegende Hollander
De Vliegende Hollander (en neerlandès l'holandès volador) és una pel·lícula biogràfica neerlandesa del 1957 sobre la vida d'Anthony Fokker, amb Ton Kuyl com a Fokker i Coen Flink en un dels seus primers papers, i dirigida per Gerard Rutten. La pel·lícula fou estrenada Haarlem, la ciutat natal de Fokker, i també es va estrenar amb èxit a Alemanya. Fou seleccionada pel Festival Internacional de Cinema de Sant Sebastià 1957, en el que fou una de les pel·lícules que va obrir el certamen.
Tot i això, la pel·lícula va ser mal rebuda a Haarlem i va rebre males crítiques pobres, després de la qual cosa el distribuïdor va treure la pel·lícula del circuït comercial i va decidir no distribuir-la nacionalment.

## Argument
La pel·lícula tracta els primers anys d'Anthony Fokker com a fabricant d'avions. Al principi, no se'n surt i té alguns accidents. Però aquest pioner del vol holandès no es rendeix i ho demostra amb l'exitós projecte De Spin, un avió pilotat per ell mateix. Amb això demostra no sols la seva habilitat com a dissenyador i constructor sinó també com a pilot.

## Repartiment
- Ton Kuyl - Anthony Fokker
- Mimi Boesnach - Mare de Fokker
- Cruys Voorbergh
- Guus Oster
- Bob de Lange
- Coen Flink
- Bernard Droog
- Paul Huf
- Lies Franken